# Ryōsuke Shiina
Pour les articles homonymes, voir Shiina.
Ryōsuke Shiina (椎名亮輔, Shiina Ryōsuke, né le 27 septembre 1960 à Kodaira), est un musicien, musicologue et philosophe japonais. Docteur en philosophie (nouveau régime). Professeur au Doshisha Women’s College of Liberal Arts à Kyoto.

## Biographie
Né le 27 septembre 1960 à Kodaira de la préfecture de Tōkyō au Japon, après avoir obtenu la licence à l’Université de Tokyo, il travaille avec Daniel Charles à l’Université de Paris VIII et obtient le Diplôme d'études approfondies de musicologie en 1985. 
Après l’obtention d'une maîtrise à l’Université de Tokyo, il retourne à Paris pour s'inscrire en doctorat à l’Université de Paris-VIII et il poursuit les activités d’accompagnateur de chant tout en travaillant avec Régine Crespin ou Liliane Mazeron etc. jusqu’en 1989, année dans laquelle il est nommé assistant à l’Université de Tokyo. 
En 1991, après trois ans d’assistanat à Tokyo, il revient en France, où il enseigne d’abord à l’INALCO à Paris-Dauphine et ensuite à l’Université de Lille III. Entretemps, en 1994, il décroche le doctorat à l’Université de Nice Sophia-Antipolis sous la direction de Daniel Charles avec pour thèse les Recherches sur la transformation du temps musical. 
Depuis 2001, il enseigne au Doshisha Women’s College of Liberal Arts à Kyoto. En 2009, il a été professeur invité à l’Université de Paris-VIII. Il reçoit le Prix Hidekazu Yoshida (吉田秀和賞) en 2011 pour son travail sur Déodat de Séverac.

## Ouvrages

### Ouvrages principaux
- Experimental music de Michael Nyman (traduction), Suisei-sha, 1992,  (ISBN 978-4891762759).
- La transformation du temps musical (Ongaku-teki jikan no hen’yo), Gendai-shicho-shinsha, 2005,  (ISBN 978-4329004406).
- Presque rien avec Luc Ferrari de Jacqueline Caux (traduction), Gendai-shicho-shinsha, 2006.  (ISBN 978-4329004437).
- Hannah Arendt de Julia Kristeva (traduction), Sakuhin-sha, 2006.  (ISBN 978-4861820915).
- L’histoire de la folie dans la musique (Kyoki no seiyo ongaku-shi), Iwanami Shoten, 2010,  (ISBN 978-4000225793)
- Déodat de Séverac, Artes Publishing, 2011,  (ISBN 978-4903951461)

### Articles en français et anglais
- Le paysage japonais à travers Cage : Revue d'Esthétique, nos 13-14-15, Éditions Privat, Paris, 1987-88, pp. 429-440[4].
- Hasard et temps dans la musique : Les Cahiers du CIREM, nos 18-19, Université de Rouen, 1991, pp. 51-63.
- Conversion de la nuit : une forme de pensée chez Shinobu Orikuchi : Cipango, no 3, INALCO, Paris, nov. 1994, pp. 175-192.
- Deux silences chez John Cage : Les Cahiers du CIREM, nos 32-33-34, Université de Rouen, 1994, pp. 95-100.
- Vide et excès : le postmoderne dans la musique : ICLA '91 Tokyo, Actes du XIIIe Congrès de l'Association Internationale de Littérature Comparée, 1996, pp. 544-549.
- Contradictions of Modernism of Yoritsune Matsudaira  : Contemporary Music Review, Vol.17, Part 4, pp. 17-30, 1998.
- L'errance de la voix japonaise" : Po&sie n° 100, Éditions Belin, Paris, 2002, pp. 272-278.
- Le traité sur le paysage nippon (1894) de Shiga Shigetaka. Regards croisés sur le Japon moderne : Le Pittoresque aux limites du moderne, Rapport final au 2e appel à propositions: Programme interdisciplinaire de recherche "Art, architecture et paysage", Ministère de la Culture et de la Communication et Institut National de l'Histoire de l'Art, juin 2005, pp. 104-110.
- De profundis artes Jiro Okura’s Home Page[5].
- Mitate et Shakkei : Rapport DAPA, DAP/INHA, Recherche interdisciplinaire "Art-Architecture-Paysage", École nationale supérieure d'architecture de Paris-La Villette, octobre 2007, pp. 196-203.
- Introduction à l'histoire de la folie dans la musique : Nouvelle revue d'esthétique n°5 : Daniel Charles et les mondes multiples, Presses universitaires de France, juin 2010, pp. 63-70.
- La poésie japonaise et l’environnement sonore : Sonorités n°7 : Ecologie sonore entre sens, art, science, Champs Social, septembre 2012, pp.87-102.

### CD
- Déodat de Séverac, Mélodies et vieilles chansons de France (Soprano: Yumi Nara, Piano: Ryosuke Shiina), ALM Records, 2011, ALCD-7158.